# Madden NFL 07
Madden NFL 07 é a edição de 2007 da série de jogos Madden NFL. É o primeiro da série a ser lançado para o PlayStation 3 e Wii.

## Trilha sonora
- 30 Seconds to Mars - "Battle Of One"
- AFI - "Summer Shudder"
- Al Fatz - "Came Down"
- Anti-Flag - "This Is The End (For You My Friend)"
- Atreyu - "Ex's And Oh's"
- Audioslave - "Revelations"
- Bishop Lamont ft. Chevy Jones - "The Best"
- Cartel - "Say Anything (Else)"
- Cord - "Go Either Way"
- Damone - "Out Here All Night"
- Dashboard Confessional - "Reason To Believe"
- Dynamite MC - "Bounce
- Feezy 350 - "Playa What"
- Glasses Malone - "Right Now"
- Green Day - "American Idiot" (Hall of Fame edition only)
- Haley Hunt - "Won't Stop Runnin" ft. Goose and Reason (Produced By Trae Coner)
- Hit the Lights - "Until We Get Caught"
- Keane - "Is It Any Wonder?"
- Less Than Jake - "A Still Life Franchise"
- Lupe Fiasco ft. Jonah Matranga - "The Instrumental"
- Matchbook Romance - "Monsters"
- Omnisoul - "Not Giving Up"
- Rise Against - "Drones"
- Riverboat Gamblers - "On Again Off Again"
- Sam Spence (NFL Films) - "A Chilling Championship"
- Sam Spence (NFL Films) - "A Golden Boy Again"
- Sam Spence (NFL Films) - "A New Game"
- Sam Spence (NFL Films) - "Classic Battle"
- Sam Spence (NFL Films) - "Magnificent Eleven"
- Sam Spence (NFL Films) - "Ramblin' Man From Gramblin'"
- Sam Spence (NFL Films) - "Round-Up"
- Sam Spence (NFL Films) - "Salute to Courage"
- Sam Spence (NFL Films) - "The Equalizer"
- Sam Spence (NFL Films) - "The Final Quest"
- Sam Spence (NFL Films) - "Up She Rises"
- Saves the Day - "Head For The Hills"
- Shorty Da Kid - "Get Loose"
- Spank Rock - "Backyard Betty"
- Sparta - "Future Needs" (later renamed "Taking Back Control")
- Taking Back Sunday - "Spin"
- The Panic Channel - "Teahouse Of The Spirits"
- The Pink Spiders - "Easy Way Out"
- The Rapture - "WAYUH"
- The Red Jumpsuit Apparatus - "In Fate's Hands"
- The Sleeping - "Don't Hold Back"
- Trae - "Real Talk"
- Underoath - "You're Ever So Inviting"
- Wolfmother - "Woman"